# Merci, Chérie
Chansons représentant l'Autriche au Concours Eurovision de la chanson
Sag ihr, ich lass sie grüßen
(1965) Warum es hunderttausend Sterne gibt
(1967)
Chansons ayant remporté le Concours Eurovision de la chanson
 Poupée de cire, poupée de son
(1965)  Puppet on a String
(1967)
Merci, Chérie est la chanson gagnante du Concours Eurovision de la chanson 1966, interprétée par le chanteur autrichien Udo Jürgens, marquant la première victoire de l'Autriche à l'Eurovision.
Elle est avec Warum nur, warum? (1964) et Sag ihr, ich lass sie grüßen (1965) l'une des trois chansons avec laquelle Udo Jürgens a consécutivement représenté l'Autriche à l'Eurovision.
Outre la version en allemand, Udo Jürgens a également enregistré la chanson sous le même titre en anglais, en espagnol, en français et en japonais, ainsi qu'en italien sous le titre de Merci.

## Thème des paroles
C'est une ballade sérieuse dans laquelle le chanteur, en la quittant, remercie son amoureuse pour les bons moments et les souvenirs positifs. 

## À l'Eurovision

### Sélection
Après être sélectionné en interne par le radiodiffuseur autrichien ORF, Merci , Chérie, a été choisie pour représenter l'Autriche au Concours Eurovision de la chanson 1966 le 5 mars à Luxembourg.

### À Luxembourg
La chanson est intégralement interprétée en allemand — mis à part les mots en français « Merci, Chérie » du titre et "adieu" —, langue nationale de l'Autriche, comme l'impose la règle de 1966 à 1973.
Il s'agit de la neuvième chanson interprétée lors de la soirée, après Madalena Iglésias qui représentait le Portugal avec Ele e ela et avant Lill Lindfors et Svante Thuresson qui représentaient la Suède avec Nygammal vals. 
À l'issue du vote, elle a obtenu 31 points, se classant 1re sur 18 chansons,.

## Liste des titres
| A1. | Merci, Chérie               | Udo Jürgens, Thomas Hörbiger | Udo Jürgens | 3:12 |
| A2. | Das ist nicht gut für mich  | Udo Jürgens, Frank Bohlen    | Udo Jürgens | 2:47 |
| B1. | Siebzehn Jahr, blondes Haar | Udo Jürgens                  | Udo Jürgens | 2:22 |
| B2. | So wie eine Rose            | Udo Jürgens                  | Udo Jürgens | 2:44 |

## Classements
| Classement (1966)                       | Meilleure position |
| --------------------------------------- | ------------------ |
| Allemagne (Media Control AG)            | 4                  |
| Autriche (Ö3 Austria Top 40)            | 2                  |
| Belgique (Flandre Ultratop 50 Singles)  | 2                  |
| Belgique (Wallonie Ultratop 50 Singles) | 2                  |
| France (IFOP)                           | 11                 |
| Pays-Bas (Nederlandse Top 40)           | 14                 |
| Pays-Bas (Single Top 100)               | 19                 |